# Муссо, Браулио
Браулио Энрике Муссо Рейес (исп. Braulio Enrique Musso Reyes; 8 марта 1930, Лимаче, Вальпараисо — 18 июня 2025) — чилийский футболист, нападающий. 
Был игроком сборной Чили на чемпионате мира по футболу 1962 года, но не сыграл на турнире ни в одном матче.

## Карьера

### Клубная карьера
Во взрослом футболе дебютировал в 1951 году в клубе «Универсидад де Чили», в составе которой выступал на протяжении всей своей карьеры, длившейся восемнадцать лет.
Большую часть времени, проведённого в составе клуба, был основным игроком атакующего звена команды и пять раз с ней выигрывал чемпионат Чили в 1959, 1962, 1964, 1965 и 1967 годах. Завершил карьеру футболиста в 1968 году в возрасте 38 лет.

### Карьера в сборной
17 сентября 1954 года дебютировал в официальных играх в составе национальной сборной Чили. В 1956 году он участвовал в Панамериканском чемпионате.
В составе сборной был участником чемпионата мира 1962 года в Чили, на котором команда получила бронзовые награды, но на поле Муссо не выходил.
Всего в течение карьеры в национальной сборной, которая длилась 9 лет, провел в её форме 14 матчей, забив 3 гола.

### Смерть
Скончался 18 июня 2025 года в возрасте 95 лет.

## Достижения
«Универсидад де Чили»
- Чемпион Чили: 1959, 1962, 1964, 1965, 1967